# I nomadi (film 1960)
I nomadi (The Sundowners) è un film del 1960 diretto da Fred Zinnemann ispirato all'omonimo romanzo scritto da Jon Cleary nel 1952.

## Trama
Un australiano di sangue irlandese con moglie e figlio si sposta continuamente dietro le greggi di pecore. La moglie vorrebbe convincerlo ad abbandonare la vita nomade e a stabilirsi in una fattoria, ma per l'uomo l'amore per la libertà è più grande di ogni cosa...

## Produzione
Il film fu prodotto dalla Warner Bros.

## Distribuzione
Distribuito dalla Warner Bros. Pictures, il film fu presentato in prima a New York l'8 dicembre 1960.

## Riconoscimenti
- 1961 - Premio Oscar
  - Candidatura Miglior film
  - Candidatura Migliore regia a Fred Zinnemann
  - Candidatura Miglior attrice protagonista a Deborah Kerr
  - Candidatura Miglior attrice non protagonista a Glynis Johns
  - Candidatura Migliore sceneggiatura non originale a Isobel Lennart
- 1961 - Golden Globe
  - Golden Globe Speciale
  - Candidatura Migliore regia a Fred Zinnemann
- 1962 - Premio BAFTA
  - Candidatura Miglior film
  - Candidatura Miglior film britannico
  - Candidatura Miglior attrice britannica a Deborah Kerr
- 1960 - National Board of Review Award
  - Migliori dieci film
  - Miglior attore protagonista a Robert Mitchum
- 1960 - New York Film Critics Circle Award
  - Miglior attrice protagonista a Deborah Kerr